# Звёздчатое яблоко

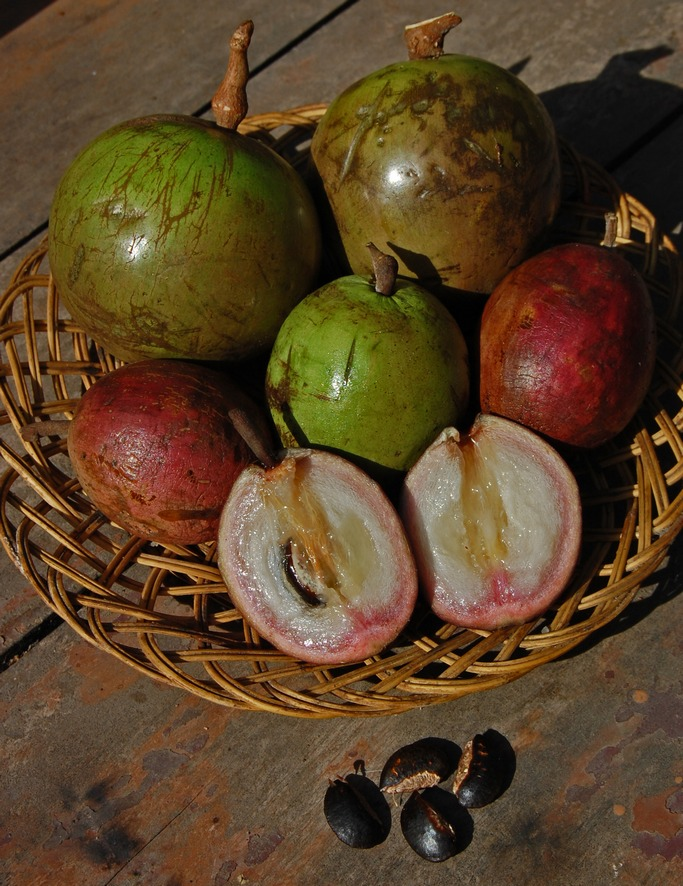
Плоды нескольких различных сортов звёздного яблока

Звёздчатое яблоко, или каими́то (лат. Chrysophyllum cainito) — плодовое дерево, вид растений из рода Chrysophyllum семейства Сапотовые (Sapotaceae). В литературе встречается также под названием Каинито, или Каимито (от испанского названия этого растения — caimito).

## История
В 1553 году в книге «Хроника Перу» Сьеса де Леона неоднократно упоминается и даётся первое описание «caymito»:
«Встречается в этой провинции [Кимбайя] кроме названых ранее плодов ещё один, называющийся Каймито [Caymito], величиной с персик [или абрикос], черный внутри, у них очень маленькие косточки, а сок приклеивается к бороде и рукам, что довольно затрудняет потом его выкинуть.»

## Описание
Дерево высотой до 20 метров, кора его содержит млечный сок. Листья очерёдные, кожистые, вечнозелёные, длиной до 16 см. Листовые пластинки овальные с короткозаострённым кончиком и цельным краем.
Соцветия из 5—30 цветков растут в пазухах листьев. Цветки мелкие, невзрачные, с пятью овальными чашелистиками и трубковидным зеленоватым, желтоватым, или бледно-фиолетовым пятидольным венчиком.
Плоды округлые или яйцевидные, диаметром до 10 см, с блестящей зелёной или фиолетово-коричневой кожурой и сочной белой мякотью сладкого вкуса. Плод содержит до восьми блестящих тёмно-коричневых семян, расположенных в студенистых семенных камерах, которые на поперечном срезе плода образуют характерный звездообразный рисунок. Созревают плоды в феврале-марте.

## Распространение
Родина Звёздного яблока — Центральная Америка. В настоящее время культивируется также повсюду в тропической части Южной Америки, в Индии, в Индонезии, в Малайзии, во Вьетнаме, в Танзании, в Западной Африке.

## Использование
Плоды едят в свежем виде, а также используют для приготовления соков и различных десертов. Кожура, содержащая горький млечный сок, несъедобна, поэтому обычно плоды разрезают пополам и ложкой выбирают мякоть.